# كارولين جورج (كاتبة)
كارولين جورج هي كاتِبة كندية، ولدت في 1970 في مونتريال في كندا.